# XXVII Congrés del PSOE
El XXVII Congrés del Partit Socialista Obrer Espanyol es va celebrar a Madrid (Espanya) en desembre de 1976, sota el lema Socialisme és llibertat. Va ser el primer Congrés que es va celebrar a Espanya després de la dictadura franquista, que va obligar al Partit a fer els seus anteriors Congressos en la localitat francesa de Tolosa de Llenguadoc. El XXVII Congrés socialista va ratificar al PSOE com un partit marxista, democràtic i de classe. També es va ratificar a Felipe González Márquez com a Secretari General i es va triar a Ramón Rubial com a President. El PSOE va comptar amb el suport d'importants figures del socialisme europeu, com Olof Palme (Partit Socialdemòcrata Suec) i Willy Brandt (Partit Socialdemòcrata d'Alemanya).

## Antecedents
El XXVI Congrés de Suresnes, celebrat el 1974, va suposar un punt d'inflexió en la història del PSOE. El Partit havia estat dirigit des de 1944 per Rodolfo Llopis, pertanyent a la generació que va viure la República, la Guerra i l'exili, que va arribar a presidir el Govern republicà en l'exili. Enfront del sector exterior d'exiliats, defensors de la línia tradicional marxista de PSOE, van sorgir dins d'Espanya nous grups socialistes que defensaven un canvi en la línia ideològica del Partit. Així, va destacar el grup dels sevillans, liderat per Felipe González, Alfonso Guerra i Manuel Chaves, qui propugnaven un acostament a la socialdemocràcia europea.
La celebració del XXVI Congrés de 1974, celebrat a Suresnes (França), va suposar un punt d'inflexió en la història del PSOE. El jove Felipe González va ser nomenat Secretari General i el Partit va iniciar un procés de canvis per presentar-se com a alternativa política en una Espanya en la que s'esperava ja la mort de Franco.

## Context polític

### Espanya en 1976
L'any 1976, un any després de la mort del dictador Francisco Franco, Espanya continuava sent una Monarquia absoluta, encara que s'estava iniciant ja un procés clar de democratització. En juliol d'aquest any, el monarca Joan Carles I va nomenar president del Govern al moderat Adolfo Suárez, en substitució de Carlos Arias Navarro, qui era més reaccionari a iniciar un procés democratitzador a Espanya. Així, Suárez va prometre reformar el sistema polític espanyol (Llei per a la Reforma Política), amb la finalitat de convertir al país en una democràcia de tall europeu. A més, va convocar eleccions lliures per a juny de 1977.
D'altra banda, Espanya vivia en un clima de violència, provocat per les nombroses accions terroristes de diversos grups armats. En aquest any, el grup armat nacionalista basc ETA (Euskadi Ta Askatasuna) va cometre 17 atemptats, matant 18 persones. Mentre, els GRAPO (Grups de Resistència Antifeixista Primer d'Octubre) s'enfrontaven a les forces de l'Estat, i l'extrema dreta i la policia atemptaven contra els nous grups polítics i obrers (Massacre del 3 de març de Vitòria i de Montejurra).

### El PSOE en 1976
Malgrat el canvi produït al Govern, al capdavant del qual es va posar l'aperturista Adolfo Suárez, no es va produir l'anhelada legalització dels partits polítics, entre ells la del Partit Socialista Obrer Espanyol. No va ser fins a febrer de 1977, després de l'aprovació de la Llei per a la Reforma Política, quan el Govern de Suárez legalitzi al PSOE, al costat d'altres partits com el PNB o el PDC.
Encara en la clandestinitat tot i ja assentat a Espanya, el Partit estat liderat pel sevillà Felipe González, qui havia succeït com a Secretari General a Rodolfo Llopis, en el Congrés de Suresnes (1974). Altres membres destacats del PSOE eren Alfonso Guerra, Nicolás Redondo o Pablo Castellano.

## El Congrés
El XXVII Congrés del Partit Socialista Obrer Espanyol es va celebrar a Madrid, entre els dies 5 i 8 de desembre de 1976, presentat sota el lema Socialisme és llibertat. Va ser el primer Congrés que el PSOE va poder celebrar a Espanya després de la dictadura de Franco, que va suposar gairebé quaranta anys d'exili. En aquells moment, Felipe González era el Secretari General, mentre que la Presidència era exercida per una Comissió Col·legiada.
El Congrés va abordar, amb especial preocupació, la qüestió de les nacionalitats històriques que integraven Espanya. El PSOE va rebutjar la política centralista del franquisme i va propugnar per la construcció d'un Estat federal i pel reconeixement de l'autogovern per als pobles d'Espanya (especialment Catalunya, País Basc i Galícia).
D'altra banda, el Congrés va aprovar el caràcter marxista del PSOE, al que va definir com un Partit de Classe i, per tant, de masses, marxista i democràtic. Aquesta decisió es va aprovar amb l'oposició del Secretari General Felipe González, qui defensava que el PSOE es convertís en un partit de caràcter socialdemòcrata a semblança de partits europeus com el SPD o el PSF.
El XXVII Congrés va reelegir a González com a Primer Secretari i va triar Ramón Rubial, de la federació socialista biscaina, com a President del Partit. El PSOE va comptar amb el suport d'Olof Palme i de Willy Brandt, dos de les més importants figures del socialisme en aquella època. El Socialista, òrgan oficial d'expressió del Partit Socialista, va dedicar diverses edicions especials al Congrés.

### Resolucions del Congrés
El XXVII Congrés del PSOE va definir l'estratègia a seguir pel Partit en un moment àlgid de la Transició Espanyola. Entre les decisions més importants adoptades pel Congrés es troben la definició del Partit com a marxista, internacionalista i democràtic, la defensa del Socialisme enfront del poder capitalista o el reconeixement de l'autogovern a les nacionalitats d'Espanya.